# Janówko (Bukówiec Górny)
Janówko – część wsi Bukówiec Górny w Polsce, położona w województwie wielkopolskim, w powiecie leszczyńskim, w gminie Włoszakowice. Wchodzi w skład sołectwa Bukówiec Górny.
W latach 1975–1998 Janówko administracyjnie należało do województwa leszczyńskiego. 